# Football Club Den Bosch
Il Football Club Den Bosch è una società calcistica olandese con sede nella città di 's-Hertogenbosch.
È stato fondato il 18 agosto 1965 come FC Den Bosch/BVV. Succede ai club BVV (1906) e Wilhelmina (1890). Lo stadio di casa è chiamato 'De Vliert', con 9.000 posti a sedere. Ruud van Nistelrooy iniziò qui la sua carriera professionistica. Nel 2005 finiscono ultimi nel massimo campionato olandese, l'Eredivisie, e vengono retrocessi. Attualmente milita nel campionato di seconda divisione, l'Eerste Divisie.

## Rosa 2024-2025
| N. |                           | Ruolo | Calciatore            |
| -- | ------------------------- | ----- | --------------------- |
| 1  | Paesi Bassi (bandiera)    | P     | Mees Bakker           |
| 3  | Paesi Bassi (bandiera)    | D     | Victor van den Bogert |
| 4  | Paesi Bassi (bandiera)    | D     | Yuya Ikeshita         |
| 5  | Paesi Bassi (bandiera)    | C     | Stan Henderikx        |
| 7  | Paesi Bassi (bandiera)    | C     | Vieiri Kotzebue       |
| 8  | Paesi Bassi (bandiera)    | C     | Rein van Hedel        |
| 9  | Germania (bandiera)       | A     | Törles Knöll          |
| 10 | Paesi Bassi (bandiera)    | C     | Thijs van Leeuwen     |
| 11 | Paesi Bassi (bandiera)    | C     | Danny Verbeek         |
| 14 | Paesi Bassi (bandiera)    | D     | Nick de Groot         |
| 15 | Paesi Bassi (bandiera)    | D     | Teun van Grunsven     |
| 16 | Rep. del Congo (bandiera) | C     | Kévin Monzialo        |
| 17 | Paesi Bassi (bandiera)    | C     | Byron Burgering       |
| 18 | Paesi Bassi (bandiera)    | C     | Rik Mulders           |
| 19 | Lussemburgo (bandiera)    | C     | David Jonathans       |

| N. |                        | Ruolo | Calciatore           |
| -- | ---------------------- | ----- | -------------------- |
| 20 | Paesi Bassi (bandiera) | C     | Hicham Acheffay      |
| 21 | Paesi Bassi (bandiera) | A     | Denzel Kuijpers      |
| 22 | Suriname (bandiera)    | A     | Danzell Gravenberch  |
| 23 | Slovacchia (bandiera)  | C     | Mikuláš Bakaľa       |
| 24 | Paesi Bassi (bandiera) | D     | Stan Maas            |
| 27 | Germania (bandiera)    | D     | Ricardo Henning      |
| 29 | Paesi Bassi (bandiera) | C     | Zaid el Bakkali      |
| 30 | Georgia (bandiera)     | C     | Shalva Ogbaidze      |
| 31 | Paesi Bassi (bandiera) | P     | Tjemme Bijlsma       |
| 33 | Paesi Bassi (bandiera) | D     | Mees Laros           |
| 34 | Paesi Bassi (bandiera) | C     | Yannick Keijser      |
| 36 | Paesi Bassi (bandiera) | P     | Pepijn van de Merbel |
| 40 | Paesi Bassi (bandiera) | C     | Ilias Boumassaoudi   |
| 47 | Sudan (bandiera)       | A     | Sheddy Barglan       |
| 48 | Paesi Bassi (bandiera) | P     | Silver Elum          |

## Rosa 2023-2024
| N. |                        | Ruolo | Calciatore             |
| -- | ---------------------- | ----- | ---------------------- |
| 3  | Paesi Bassi (bandiera) | D     | Victor van den Bogert  |
| 4  | Paesi Bassi (bandiera) | D     | Yuya Ikeshita          |
| 6  | Stati Uniti (bandiera) | C     | Gedion Zelalem         |
| 7  | Marocco (bandiera)     | C     | Anass Ahannach         |
| 8  | Paesi Bassi (bandiera) | C     | Steven van der Heijden |
| 9  | Paesi Bassi (bandiera) | A     | Vieiri Kotzebue        |
| 11 | Paesi Bassi (bandiera) | C     | Danny Verbeek          |
| 14 | Paesi Bassi (bandiera) | D     | Nick de Groot          |
| 15 | Paesi Bassi (bandiera) | D     | Teun van Grunsven      |
| 16 | Curaçao (bandiera)     | C     | Jaron Vicario          |
| 17 | Lituania (bandiera)    | C     | Tomas Kalinauskas      |
| 18 | Paesi Bassi (bandiera) | C     | Rik Mulders            |
| 19 | Paesi Bassi (bandiera) | C     | Sebastiaan van Bakel   |
| 20 | Paesi Bassi (bandiera) | C     | Ryan Leijten           |

| N. |                        | Ruolo | Calciatore                |
| -- | ---------------------- | ----- | ------------------------- |
| 21 | Suriname (bandiera)    | P     | Joey Roggeveen            |
| 22 | Marocco (bandiera)     | D     | Faris Hammouti            |
| 24 | Paesi Bassi (bandiera) | D     | Stan Maas                 |
| 27 | Giamaica (bandiera)    | D     | Ricardo Henning           |
| 30 | Georgia (bandiera)     | C     | Shalva Ogbaidze           |
| 31 | Paesi Bassi (bandiera) | P     | Lars Vrolijks             |
| 40 | Paesi Bassi (bandiera) | C     | Ilias Boumassaoudi        |
| 41 | Paesi Bassi (bandiera) | C     | Rhino Goutier             |
| 45 | Paesi Bassi (bandiera) | D     | Dennis Gyamfi             |
| 47 | Sudan (bandiera)       | A     | Sheddy Barglan            |
| 75 | Polonia (bandiera)     | P     | Jakub Ojrzyński           |
| 99 | Polonia (bandiera)     | A     | Kacper Kostorz            |
|    | Paesi Bassi (bandiera) | C     | Salah-Eddine Oulad M'Hand |
|    | Inghilterra (bandiera) | D     | Luke Mbete                |

## Rosa 2022-2023
| N. |                        | Ruolo | Calciatore             |
| -- | ---------------------- | ----- | ---------------------- |
| 1  | Paesi Bassi (bandiera) | P     | Wouter van der Steen   |
| 2  | Paesi Bassi (bandiera) | D     | Jorn van Hedel         |
| 3  | Paesi Bassi (bandiera) | D     | Victor van den Bogert  |
| 4  | Australia (bandiera)   | D     | Dylan Ryan             |
| 5  | Paesi Bassi (bandiera) | D     | Jordy van der Winden   |
| 6  | Stati Uniti (bandiera) | C     | Gedion Zelalem         |
| 7  | Marocco (bandiera)     | C     | Anass Ahannach         |
| 8  | Paesi Bassi (bandiera) | C     | Steven van der Heijden |
| 9  | Svezia (bandiera)      | A     | Nikolaj Möller         |
| 10 | Paesi Bassi (bandiera) | A     | Joey Konings           |
| 11 | Paesi Bassi (bandiera) | C     | Danny Verbeek          |
| 14 | Paesi Bassi (bandiera) | D     | Nick de Groot          |
| 15 | Paesi Bassi (bandiera) | D     | Teun van Grunsven      |

| N. |                        | Ruolo | Calciatore           |
| -- | ---------------------- | ----- | -------------------- |
| 17 | Lituania (bandiera)    | C     | Tomas Kalinauskas    |
| 18 | Paesi Bassi (bandiera) | C     | Rik Mulders          |
| 19 | Paesi Bassi (bandiera) | C     | Sebastiaan van Bakel |
| 20 | Paesi Bassi (bandiera) | C     | Ryan Leijten         |
| 21 | Paesi Bassi (bandiera) | P     | Konrad Sikking       |
| 22 | Marocco (bandiera)     | D     | Faris Hammouti       |
| 23 | Scozia (bandiera)      | D     | Ibane Bowat          |
| 24 | Paesi Bassi (bandiera) | D     | Stan Maas            |
| 31 | Paesi Bassi (bandiera) | P     | Gijs Schalks         |
| 42 | Belgio (bandiera)      | C     | Evangelos Patoulidis |
| 45 | Paesi Bassi (bandiera) | D     | Dennis Gyamfi        |
| 47 | Sudan (bandiera)       | A     | Sheddy Barglan       |

## Rosa 2021-2022
| N. |                        | Ruolo | Calciatore             |
| -- | ---------------------- | ----- | ---------------------- |
| 1  | Paesi Bassi (bandiera) | P     | Wouter van der Steen   |
| 2  | Germania (bandiera)    | D     | Linus Zimmer           |
| 3  | Paesi Bassi (bandiera) | D     | Victor van den Bogert  |
| 4  | Australia (bandiera)   | D     | Dylan Ryan             |
| 5  | Paesi Bassi (bandiera) | D     | Jordy van der Winden   |
| 6  | Curaçao (bandiera)     | C     | Kevin Felida           |
| 7  | Curaçao (bandiera)     | C     | Jeremy Cijntje         |
| 8  | Paesi Bassi (bandiera) | C     | Steven van der Heijden |
| 9  | Svezia (bandiera)      | A     | Nikolaj Möller         |
| 10 | Belgio (bandiera)      | A     | Preben Stiers          |
| 11 | Paesi Bassi (bandiera) | C     | Soufyan Ahannach       |
| 13 | Paesi Bassi (bandiera) | C     | Djumaney Burnet        |
| 15 | Paesi Bassi (bandiera) | D     | Teun van Grunsven      |
| 16 | Paesi Bassi (bandiera) | D     | Mike van Beijnen       |

| N. |                        | Ruolo | Calciatore           |
| -- | ---------------------- | ----- | -------------------- |
| 17 | Belgio (bandiera)      | D     | Terrence Douglas     |
| 18 | Paesi Bassi (bandiera) | C     | Rik Mulders          |
| 19 | Paesi Bassi (bandiera) | C     | Sebastiaan van Bakel |
| 20 | Paesi Bassi (bandiera) | C     | Ryan Leijten         |
| 21 | Paesi Bassi (bandiera) | P     | Konrad Sikking       |
| 22 | Paesi Bassi (bandiera) | D     | Jorn van Hedel       |
| 23 | Croazia (bandiera)     | C     | Dino Halilović       |
| 24 | Paesi Bassi (bandiera) | D     | Stan Maas            |
| 27 | Belgio (bandiera)      | C     | Mohamed Berte        |
| 29 | Paesi Bassi (bandiera) | C     | Torino Hunte         |
| 30 | Paesi Bassi (bandiera) | C     | Barry Maguire        |
| 31 | Paesi Bassi (bandiera) | P     | Gijs Schalks         |
| 35 | Paesi Bassi (bandiera) | D     | Nick de Groot        |
| 41 | Paesi Bassi (bandiera) | C     | Jochem Scheij        |

## Rosa 2020-2021
| N. |                        | Ruolo | Calciatore             |
| -- | ---------------------- | ----- | ---------------------- |
| 1  | Paesi Bassi (bandiera) | P     | Wouter van der Steen   |
| 2  | Paesi Bassi (bandiera) | D     | Mats Deijl             |
| 3  | Paesi Bassi (bandiera) | D     | Jordy van der Winden   |
| 4  | Paesi Bassi (bandiera) | D     | Junior van der Velden  |
| 5  | Paesi Bassi (bandiera) | D     | Dwayne Green           |
| 6  | Curaçao (bandiera)     | C     | Kevin Felida           |
| 7  | Paesi Bassi (bandiera) | A     | Romano Postema         |
| 8  | Paesi Bassi (bandiera) | A     | Roy Kuijpers           |
| 9  | Paesi Bassi (bandiera) | A     | Jizz Hornkamp          |
| 10 | Paesi Bassi (bandiera) | C     | Paco van Moorsel       |
| 11 | Barbados (bandiera)    | A     | Ryan Trotman           |
| 12 | Australia (bandiera)   | D     | Declan Lambert         |
| 13 | Paesi Bassi (bandiera) | D     | Christophe van Zutphen |

| N. |                        | Ruolo | Calciatore             |
| -- | ---------------------- | ----- | ---------------------- |
| 14 | Afghanistan (bandiera) | D     | Najim Haidary          |
| 16 | Paesi Bassi (bandiera) | C     | Steven van der Heijden |
| 17 | Belgio (bandiera)      | A     | Adrien Bongiovanni     |
| 18 | Paesi Bassi (bandiera) | C     | Rik Mulders            |
| 19 | Capo Verde (bandiera)  | D     | Lorenzo Fonseca        |
| 20 | Paesi Bassi (bandiera) | C     | Ringo Meerveld         |
| 21 | Paesi Bassi (bandiera) | A     | Don Bolsius            |
| 22 | Canada (bandiera)      | D     | Frank Sturing          |
| 23 | Paesi Bassi (bandiera) | P     | Konrad Sikking         |
| 24 | Paesi Bassi (bandiera) | D     | Robin Voets            |
| 25 | Paesi Bassi (bandiera) | C     | Soufyan Ahannach       |
| 26 | Paesi Bassi (bandiera) | D     | Teun van Grunsven      |
| 32 | Paesi Bassi (bandiera) | D     | Jorn van Hedel         |

## Rosa 2019-2020
| N. |                        | Ruolo | Calciatore             |
| -- | ---------------------- | ----- | ---------------------- |
| 1  | Paesi Bassi (bandiera) | P     | Wouter van der Steen   |
| 2  | Paesi Bassi (bandiera) | D     | Mats Deijl             |
| 3  | Finlandia (bandiera)   | D     | Leo Väisänen           |
| 5  | Paesi Bassi (bandiera) | D     | Jordy van der Winden   |
| 6  | Paesi Bassi (bandiera) | C     | Jens van Son           |
| 7  | Germania (bandiera)    | C     | Alexander Laukart      |
| 8  | Paesi Bassi (bandiera) | C     | Luuk Brouwers          |
| 9  | Paesi Bassi (bandiera) | A     | Jizz Hornkamp          |
| 10 | Paesi Bassi (bandiera) | C     | Paco van Moorsel       |
| 11 | Paesi Bassi (bandiera) | C     | Danny Verbeek          |
| 13 | Bulgaria (bandiera)    | D     | Stefan Velkov          |
| 14 | Paesi Bassi (bandiera) | D     | Christophe van Zutphen |
| 15 | Paesi Bassi (bandiera) | D     | Azzedine Dkidak        |
| 16 | Curaçao (bandiera)     | C     | Kevin Felida           |

| N. |                        | Ruolo | Calciatore             |
| -- | ---------------------- | ----- | ---------------------- |
| 17 | Paesi Bassi (bandiera) | C     | Oussama Bouyaghlafen   |
| 18 | Paesi Bassi (bandiera) | C     | Ryan Trotman           |
| 19 | Paesi Bassi (bandiera) | A     | Lars Miedema           |
| 20 | Portogallo (bandiera)  | C     | Rúben Rodrigues        |
| 21 | Paesi Bassi (bandiera) | P     | Nick Leijten           |
| 22 | Somalia (bandiera)     | C     | Abdulsamed Abdullahi   |
| 23 | Paesi Bassi (bandiera) | P     | Konrad Sikking         |
| 24 | Paesi Bassi (bandiera) | D     | Robin Voets            |
| 26 | Paesi Bassi (bandiera) | C     | Ringo Meerveld         |
| 28 | Paesi Bassi (bandiera) | C     | Steven van der Heijden |
| 30 | Paesi Bassi (bandiera) | C     | Rik Mulders            |
| 36 | Australia (bandiera)   | C     | Ryan Lambert           |
| 42 | Australia (bandiera)   | D     | Declan Lambert         |

## Rosa 2018-2019
| N. |                        | Ruolo | Calciatore           |
| -- | ---------------------- | ----- | -------------------- |
| 1  | Paesi Bassi (bandiera) | P     | Wouter van der Steen |
| 2  | Paesi Bassi (bandiera) | D     | Mats Deijl           |
| 3  | Finlandia (bandiera)   | D     | Leo Väisänen         |
| 4  | Paesi Bassi (bandiera) | D     | Sam Kersten          |
| 5  | Paesi Bassi (bandiera) | D     | Jordy van der Winden |
| 6  | Paesi Bassi (bandiera) | C     | Jens van Son         |
| 7  | Paesi Bassi (bandiera) | C     | Sven Blummel         |
| 8  | Argentina (bandiera)   | C     | Julián Marchioni     |
| 9  | Estonia (bandiera)     | A     | Rauno Sappinen       |
| 10 | Italia (bandiera)      | C     | Stefano Beltrame     |
| 11 | Paesi Bassi (bandiera) | C     | Danny Verbeek        |
| 12 | Marocco (bandiera)     | C     | Imran Oulad Omar     |
| 13 | Bulgaria (bandiera)    | D     | Stefan Velkov        |

| N. |                        | Ruolo | Calciatore           |
| -- | ---------------------- | ----- | -------------------- |
| 14 | Paesi Bassi (bandiera) | C     | Brahim Darri         |
| 15 | Argentina (bandiera)   | D     | Nicolás Romat        |
| 16 | Curaçao (bandiera)     | C     | Kevin Felida         |
| 17 | Paesi Bassi (bandiera) | C     | Oussama Bouyaghlafen |
| 18 | Paesi Bassi (bandiera) | A     | Jort van der Sande   |
| 19 | Portogallo (bandiera)  | A     | Rúben Rodrigues      |
| 20 | Paesi Bassi (bandiera) | C     | Luuk Brouwers        |
| 21 | Paesi Bassi (bandiera) | P     | Nick Leijten         |
| 22 | Capo Verde (bandiera)  | D     | Jeremy Fernandes     |
| 23 | Paesi Bassi (bandiera) | P     | Konrad Sikking       |
| 24 | Marocco (bandiera)     | D     | Amine Khammas        |
| 25 | Paesi Bassi (bandiera) | C     | Danny Holla          |
| 26 | Spagna (bandiera)      | A     | Iker Hernández       |

## Rosa 2017-2018
| N. |                        | Ruolo | Calciatore     |
| -- | ---------------------- | ----- | -------------- |
| 1  | Paesi Bassi (bandiera) | P     | Kees Heemskerk |
| 2  | Turchia (bandiera)     | D     | Evren Korkmaz  |
| 3  | Belgio (bandiera)      | D     | Bart Biemans   |
| 4  | Belgio (bandiera)      | D     | Ben Santermans |
| 5  | Belgio (bandiera)      | D     | Jonas Heymans  |
| 6  | Paesi Bassi (bandiera) | C     | Jens van Son   |
| 7  | Paesi Bassi (bandiera) | C     | Sven Blummel   |
| 8  | Paesi Bassi (bandiera) | C     | Niek Vossebelt |
| 9  | Paesi Bassi (bandiera) | A     | Dennis Kaars   |
| 10 | Belgio (bandiera)      | C     | Muhammed Mert  |
| 11 | Paesi Bassi (bandiera) | C     | Danny Verbeek  |
| 12 | Paesi Bassi (bandiera) | D     | Sam Kersten    |

| N. |                        | Ruolo | Calciatore           |
| -- | ---------------------- | ----- | -------------------- |
| 13 | Svezia (bandiera)      | D     | Mattias Andersson    |
| 14 | Azerbaigian (bandiera) | C     | Zija Azizov          |
| 15 | Italia (bandiera)      | C     | Giorgio Siani        |
| 16 | Paesi Bassi (bandiera) | D     | Jordy van der Winden |
| 17 | Paesi Bassi (bandiera) | C     | Oussama Bouyaghlafen |
| 18 | Belgio (bandiera)      | A     | Jort van der Sande   |
| 19 | Paesi Bassi (bandiera) | D     | Mats Deijl           |
| 20 | Paesi Bassi (bandiera) | C     | Luuk Brouwers        |
| 21 | Paesi Bassi (bandiera) | P     | Nick Leijten         |
| 22 | Paesi Bassi (bandiera) | D     | Jeremy Fernandes     |
| 23 | Belgio (bandiera)      | P     | Konrad Sikking       |

## Rosa 2016-2017
| N. |                        | Ruolo | Calciatore         |
| -- | ---------------------- | ----- | ------------------ |
| 1  | Paesi Bassi (bandiera) | P     | Kees Heemskerk     |
| 2  | Paesi Bassi (bandiera) | D     | Daan Disveld       |
| 3  | Belgio (bandiera)      | D     | Bart Biemans       |
| 4  | Belgio (bandiera)      | D     | Ben Santermans     |
| 5  | Belgio (bandiera)      | D     | Jonas Heymans      |
| 6  | Paesi Bassi (bandiera) | A     | Jort van der Sande |
| 7  | Paesi Bassi (bandiera) | A     | Mario Bilate       |
| 8  | Paesi Bassi (bandiera) | C     | Niek Vossebelt     |
| 9  | Curaçao (bandiera)     | A     | Romero Regales     |
| 11 | Paesi Bassi (bandiera) | C     | Damiano Schet      |
| 12 | Azerbaigian (bandiera) | C     | Zija Azizov        |
| 13 | Paesi Bassi (bandiera) | D     | Sam Kersten        |
| 14 | Paesi Bassi (bandiera) | C     | Najim Haddouchi    |

| N. |                        | Ruolo | Calciatore           |
| -- | ---------------------- | ----- | -------------------- |
| 15 | Paesi Bassi (bandiera) | D     | Bert Koomen          |
| 16 | Paesi Bassi (bandiera) | D     | Jordy van der Winden |
| 17 | Paesi Bassi (bandiera) | A     | Brandon Robinson     |
| 18 | Belgio (bandiera)      | C     | Alessio Carlone      |
| 19 | Paesi Bassi (bandiera) | D     | Mats Deijl           |
| 20 | Paesi Bassi (bandiera) | C     | Luuk Brouwers        |
| 21 | Paesi Bassi (bandiera) | P     | Nick Leijten         |
| 22 | Paesi Bassi (bandiera) | D     | Jeremy Fernandes     |
| 23 | Belgio (bandiera)      | P     | Ralph Vos            |
|    | Paesi Bassi (bandiera) | C     | Brian Koopman        |
|    | Paesi Bassi (bandiera) | C     | Oussama Bouyaghlafen |
|    | Paesi Bassi (bandiera) | C     | Don Bolsius          |

## Rosa 2015-2016
| N. |                                 | Ruolo | Calciatore           |
| -- | ------------------------------- | ----- | -------------------- |
| 1  | Paesi Bassi (bandiera)          | P     | Kees Heemskerk       |
| 2  | Paesi Bassi (bandiera)          | D     | Daan Disveld         |
| 3  | Paesi Bassi (bandiera)          | D     | Tim Hofstede         |
| 4  | Paesi Bassi (bandiera)          | D     | Dalian Maatsen       |
| 5  | Paesi Bassi (bandiera)          | D     | Jordy van der Winden |
| 6  | Belgio (bandiera)               | D     | Jonas Heymans        |
| 7  | Curaçao (bandiera)              | C     | Orlando Smeekes      |
| 8  | Paesi Bassi (bandiera)          | C     | Niek Vossebelt       |
| 9  | Bosnia ed Erzegovina (bandiera) | A     | Denis Pozder         |
| 10 | Paesi Bassi (bandiera)          | C     | Anthony Lurling      |
| 11 | Paesi Bassi (bandiera)          | C     | Furhgill Zeldenrust  |
| 12 | Paesi Bassi (bandiera)          | C     | Joey Belterman       |
| 13 | Marocco (bandiera)              | C     | Aziz Khalouta        |
| 14 | Lituania (bandiera)             | C     | Vykintas Slivka      |
| 15 | Paesi Bassi (bandiera)          | D     | Sven Verlaan         |
| 16 | Paesi Bassi (bandiera)          | C     | Malcolm Esajas       |

| N. |                        | Ruolo | Calciatore           |
| -- | ---------------------- | ----- | -------------------- |
| 17 | Paesi Bassi (bandiera) | D     | Maarten Boddaert     |
| 18 | Paesi Bassi (bandiera) | D     | Jeremy Fernandes     |
| 20 | Spagna (bandiera)      | C     | Juanjo Serrano       |
| 21 | Paesi Bassi (bandiera) | A     | Jort van der Sande   |
| 22 | Paesi Bassi (bandiera) | P     | Daan Bollen          |
| 23 | Belgio (bandiera)      | C     | Alessio Carlone      |
| 24 | Paesi Bassi (bandiera) | C     | Bassou Boulghalgh    |
| 25 | Paesi Bassi (bandiera) | C     | Arda Havar           |
| 26 | Belgio (bandiera)      | D     | Bart Biemans         |
| 30 | Belgio (bandiera)      | P     | Bruno Appels         |
|    | Paesi Bassi (bandiera) | P     | Bradley van der Meer |
|    | Paesi Bassi (bandiera) | C     | Zain Moghal          |
|    | Paesi Bassi (bandiera) | A     | Kadeem Pantophlet    |
|    | Paesi Bassi (bandiera) | C     | Paul Beekmans        |
|    | Paesi Bassi (bandiera) | A     | Jordy Thomassen      |
|    | Curaçao (bandiera)     | D     | Ayrton Statie        |

## Rosa 2014-2015
| N. |                        | Ruolo | Calciatore             |
| -- | ---------------------- | ----- | ---------------------- |
| 1  | Belgio (bandiera)      | P     | Bruno Appels           |
| 2  | Paesi Bassi (bandiera) | D     | Moreno Rutten          |
| 3  | Paesi Bassi (bandiera) | D     | Tim Hofstede           |
| 4  | Italia (bandiera)      | D     | Filippo Penna          |
| 6  | Irlanda (bandiera)     | C     | Barry Maguire          |
| 7  | Italia (bandiera)      | A     | Edoardo Ceria          |
| 8  | Paesi Bassi (bandiera) | C     | Benjamin van den Broek |
| 9  | Paesi Bassi (bandiera) | A     | Erik Quekel            |
| 10 | Paesi Bassi (bandiera) | C     | Anthony Lurling        |
| 11 | Svezia (bandiera)      | A     | Kevin Kabran           |
| 12 | Paesi Bassi (bandiera) | C     | Joey Belterman         |
| 13 | Curaçao (bandiera)     | D     | Shuremy Felomina       |

| N. |                        | Ruolo | Calciatore           |
| -- | ---------------------- | ----- | -------------------- |
| 14 | Albania (bandiera)     | C     | Elvis Kabashi        |
| 15 | Paesi Bassi (bandiera) | D     | Justin Tahapary      |
| 16 | Paesi Bassi (bandiera) | P     | Kees Heemskerk       |
| 17 | Paesi Bassi (bandiera) | C     | Maarten Boddaert     |
| 18 | Paesi Bassi (bandiera) | D     | Mats van Huijgevoort |
| 19 | Paesi Bassi (bandiera) | A     | Jordy Thomassen      |
| 20 | Paesi Bassi (bandiera) | A     | Alexander Mols       |
| 21 | Paesi Bassi (bandiera) | A     | Jort van der Sande   |
| 22 | Paesi Bassi (bandiera) | P     | Daan Bollen          |
| 23 | Paesi Bassi (bandiera) | C     | Ayrton Statie        |
| 24 | Paesi Bassi (bandiera) | C     | Bassou Boulghalgh    |

## Rose delle stagioni precedenti
- 2010-2011

## Curiosità
In questa società fece i primi passi da professionista Ruud Van Nistelrooy

## Palmarès

### Competizioni nazionali
- Campionato olandese: 1

1947-1948
- Eerste Divisie: 4

1970-1971, 1998-1999, 2000-2001, 2003-2004
- Tweede Divisie: 1

1965-1966

### Altri piazzamenti
- Campionato olandese:

Secondo posto: 1948-1949
- Coppa dei Paesi Bassi:

Finalista: 1990-1991
Semifinalista: 1986-1987, 1992-1993
- Eerste Divisie:

Terzo posto: 1967-1968, 1982-1983, 1995-1996, 2007-2008
Promozione: 1970-1971, 1992-1993, 1998-1999, 2000-2001, 2003-2004

## Giocatori

### Vincitori di titoli
Campioni d'Europa
- Hendrie Krüzen (Germania Ovest 1988)

## Allenatori
- Ben Tap (1965–70)
- Jan Remmers (1970–74)
- Nol de Ruiter (1974–76)
- Ad Zonderland (1976–78)
- Rinus Gosens (1979–80)
- Ad Zonderland (1980)
- Hans Verèl (1981–84)
- Rinus Israël (1984–86)
- Theo de Jong (1986–89)
- Rinus Israël (1989–90)
- Hans van der Pluijm (1990–95)
- Chris Dekker (1995–96)
- Kees Zwamborn (1996–98)
- Martin Koopman (1998-00)
- Mark Wotte (2000)
- André Wetzel & Jan van Grinsven (2000)

- Jan Poortvliet (2000–01)
- Wiljan Vloet (2001–02)
- Gert Kruys (2002–04)
- Henk Wisman (2004–05)
- Jan van Grinsven, Fred van der Hoorn & Wim van der Horst (2005)
- Theo Bos (2005–09)
- Jan van Grinsven, Fred van der Hoorn & Wim van der Horst (2009)
- Marc Brys (2009–10)
- Alfons Groenendijk (2010-2012)
- Jan Poortvliet (2012-2013)
- Ruud Kaiser (2013-)

## Risultati
| STAGIONE   | MIGLIOR MARCATORE    | RETI | CAMPIONATO     | MEDIA SPETTATORI | POSIZIONE | ALLENATORE                        |
| ---------- | -------------------- | ---- | -------------- | ---------------- | --------- | --------------------------------- |
| 1965-1966  | Frans Olde Riekerink | 17   | Tweede Divisie | 6.640            | 1         | Ben Tap                           |
| 1966-1967  | Frans Olde Riekerink | 14   | Eerste Divisie | 6.895            | 5         | Ben Tap                           |
| 1967-1968  | Ben Tinus            | 17   | Eerste Divisie | 7.670            | 3         | Ben Tap                           |
| 1968-1969  | Eef Mulders          | 9    | Eerste Divisie | 5.350            | 9         | Ben Tap                           |
| 1969-1970  | Eef Mulders          | 10   | Eerste Divisie | 3.810            | 5         | Ben Tap                           |
| 1970-1971  | Leo Ouwens           | 11   | Eerste Divisie | 8.400            | 1         | Jan Remmers                       |
| 1971-1972  | Ilja Mitić           | 9    | Eredivisie     | 11.870           | 16        | Jan Remmers                       |
| 1972-1973  | Dick Beek            | 5    | Eredivisie     | 8.645            | 18        | Jan Remmers                       |
| 1973-1974  | Dick Beek            | 6    | Eerste Divisie | 2.895            | 17        | Jan Remmers                       |
| 1974-1975  | Jos Peltzer          | 10   | Eerste Divisie | 3.085            | 10        | Nol de Ruiter                     |
| 1975-1976  | Jos Peltzer          | 10   | Eerste Divisie | 2.210            | 10        | Nol de Ruiter                     |
| 1976-1977  | Jan Peters           | 18   | Eerste Divisie | 2.415            | 12        | Ad Zonderland                     |
| 1977-1978  | Jan Peters           | 19   | Eerste Divisie | 3.517            | 8         | Ad Zonderland                     |
| 1978-1979  | Bert Nijdam          | 9    | Eerste Divisie | 3.700            | 7         | Rinus Gosens                      |
| 1979-1980  | Arie Romijn          | 16   | Eerste Divisie | 4.700            | 4         | Rinus Gosens / Ad Zonderland      |
| 1980-1981  | Arie Romijn          | 10   | Eerste Divisie | 2.355            | 6         | Ad Zonderland / Hans Verèl        |
| 1981-1982] | Arie Romijn          | 16   | Eerste Divisie | 2.870            | 5         | Hans Verèl                        |
| 1982-1983  | Wim van der Horst    | 17   | Eerste Divisie | 2.788            | 3         | Hans Verèl                        |
| 1983-1984  | Wim van der Horst    | 14   | Eredivisie     | 7.154            | 10        | Hans Verèl                        |
| 1984-1985  | Peter van der Waart  | 12   | Eredivisie     | 5.406            | 6         | Rinus Israël                      |
| 1985-1986  | Hans Gillhaus        | 16   | Eredivisie     | 6.367            | 6         | Rinus Israël                      |
| 1986-1987  | Hans Gillhaus        | 17   | Eredivisie     | 5.309            | 10        | Theo de Jong                      |
| 1987-1988  | Hendrie Krüzen       | 12   | Eredivisie     | 3.938            | 7         | Theo de Jong                      |
| 1988-1989  | Mart van Duren       | 15   | Eredivisie     | 3.803            | 7         | Theo de Jong                      |
| 1989-1990  | Peter Barendse       | 7    | Eredivisie     | 3.521            | 17        | Rinus Israël                      |
| 1990-1991  | Jack de Gier         | 23   | Eerste Divisie | 1.334            | 17        | Rinus Israël / Hans van der Pluym |
| 1991-1992  | Geert Brusselers     | 13   | Eerste Divisie | 2.007            | 2         | Hans van der Pluym                |
| 1992-1993  | Dirk Jan Derksen     | 10   | Eerste Divisie | 3.231            | 19        | Hans van der Pluym                |
| 1993-1994  | Stefan Jansen        | 14   | Eerste Divisie | 1.626            | 11        | Hans van der Pluym                |
| 1994-1995  | Orpheo Keizerweerd   | 7    | Eerste Divisie | 1.198            | 18        | Hans van der Pluym                |
| 1995-1996  | Anthony Lurling      | 19   | Eerste Divisie | 2.735            | 3         | Chris Dekker                      |
| 1996-1997  | Ruud van Nistelrooy  | 12   | Eerste Divisie | 2.034            | 7         | Kees Zwamborn                     |
| 1997-1998  | Thijs Waterink       | 14   | Eerste Divisie | 2.405            | 4         | Kees Zwamborn                     |
| 1998-1999  | Harry van der Laan   | 30   | Eerste Divisie | 3.245            | 1         | Kees Zwamborn / Martin Koopman    |
| 1999-2000  | Henk Vos             | 11   | Eredivisie     | 4.240            | 18        | Martin Koopman / Mark Wotte       |
| 2000-2001  | Bart Van Den Eede    | 23   | Eerste Divisie | 3.330            | 1         | Mark Wotte / Jan Poortvliet       |
| 2001-2002  | Bart Van Den Eede    | 14   | Eredivisie     | 5.190            | 16        | Wiljan Vloet                      |
| 2002-2003  | Stefan Jansen        | 20   | Eerste Divisie | 3.919            | 5         | Gert Kruys                        |
| 2003-2004  | Stefan Jansen        | 25   | Eerste Divisie | 3.701            | 1         | Gert Kruys                        |
| 2004-2005  | Koen van de Laak     | 6    | Eredivisie     | 5.790            | 18        | Henk Wisman / Jan van Grinsven    |
| 2005-2006  | Berry Powel          | 19   | Eerste Divisie | 3.388            | 7         | Theo Bos                          |